# Meldpunt Discriminatie Internet
Het Meldpunt Discriminatie Internet (MDI) was een particuliere Nederlandse organisatie zonder winstoogmerk die als doelstelling had discriminatie tegen te gaan op Nederlandse websites en op websites die op Nederland zijn gericht. Het MDI was een project van de te Amsterdam gevestigde stichting Magenta, en werd erkend door de Branchevereniging Nederlandse Internet Providers (NLIP). Het MDI werd op 21 maart 1997 in het Amsterdamse debatcentrum De Balie officieel geopend door toenmalig minister Dijkstal van Binnenlandse Zaken. Het werd volledig gefinancierd door het ministerie van Justitie. Oprichter en langjarig directeur Ronald Eissens is per 1 januari 2005 opgevolgd door Marco Hughes.
Het MDI is opgericht na klachten over discriminatie bij het online Freenet platform De Digitale Stad en onderzocht sindsdien meldingen van vermeende uitingen van discriminatie. Het probeerde te achterhalen wie ervoor verantwoordelijk is en wat eraan gedaan kan worden. Indien een uiting strafbaar was volgens het Wetboek van Strafrecht werd de provider geïnformeerd, en indien de uiting niet wordt verwijderd kunnen de melder of het MDI aangifte doen. Dit is echter niet anders dan wat voor elk ander individu geldt, en de daadwerkelijke macht van het MDI is dan ook beperkt. Internetproviders, de Nederlandse vereniging van Internet Providers NLIP en het Openbaar Ministerie proberen al enige jaren tot een formele procedure te komen, de Notice-and-Takedown. Dezelfde procedure moet ook gebruikt gaan worden bij andere strafbare publicaties, zoals een schending van het auteursrecht of publicatie van kinderporno.

## Kritiek
Voorstanders en tegenstanders van het MDI lagen vooral in de beginjaren regelmatig en luidruchtig met elkaar overhoop. Achtergrond was bij tegenstanders veelal de gedachte dat internet een soort vrijplaats was waar de normale rechtsregels niet gelden en iedereen zich vrij mag uiten. Zo beschuldigden columniste Karin Spaink en journalist Peter Olsthoorn het MDI van 'censuur' en gebrek aan doorzichtigheid. Columnist Pamela Hemelrijk signaleerde een Grote Linkse Samenzwering waarin het MDI een sleutelrol zou spelen. Een klacht over haar beschuldiging op klokkenluiderOnline dat Eissens actief aan terreuracties deelnam werd door de Raad voor de Journalistiek (RvdJ) gegrond verklaard. Voorstanders en het MDI zelf verwijzen naar de formulering 'behoudens ieders verantwoordelijkheid volgens de Wet' in de Nederlandse Grondwet en naar het Wetboek van Strafrecht, dat iedereen in Nederland beschermt tegen belediging en laster.
Twee spraakmakende incidenten illustreren een en ander:
Het MDI heeft de open-publicatiewebsite Indymedia Nederland aangesproken op plaatsing van antisemitische teksten. In een artikel in de Volkskrant getiteld 'antisemitische walm' noemde directeur Eissens van het MDI, Indymedia 'één groot urinoir'. Dit terwijl Indymedia wél zegt alle antisemitische berichten verwijderd te hebben en dat al deze berichten niet door Indymedia zelf, maar door de bezoekers werden geplaatst. Het OM heeft nog altijd geen uitsluitsel gegeven over het wel of niet vervolgen van Indymedia in relatie tot deze aangifte.
Ook Maroc.nl heeft te maken gehad met het MDI. Deze site werd door Eissens publiekelijk "een vieze modderpoel" genoemd. Het MDI deed aangifte tegen de site, maar bleek niet bereid deze toe te lichten. Omdat het Amsterdamse dagblad Het Parool de beschuldigingen van het MDI tegen Maroc.nl zonder meer publiceerde, diende Maroc.nl een klacht in bij de Raad voor de Journalistiek. Deze klacht wordt ongegrond verklaard. Later maakte het Openbaar Ministerie (OM) bekend af te zien van vervolging van Maroc.nl nadat bij een gesprek tussen het OM en Maroc.nl afspraken waren gemaakt over de afhandeling van discriminerende en strafbare uitlatingen.
Er was voorts kritiek op het ontbreken van jaarrapporten op de site van MDI. Hieraan kwam het MDI vervolgens deels tegemoet.
Eind oktober 2004 oordeelde het Landelijk Bureau ter Bestrijding van Rassendiscriminatie (LBR) dat het Meldpunt zich zelf aan discriminatie schuldig maakte. Mohamed Elmakkaoui, websitebeheerder van het populaire online nieuws- en discussie platform maghrebonline.nl, had eerder dat jaar een klacht ingediend over een extreemrechts weblog dat de volgende teksten had gepubliceerd: "Als alle moslims nou eens dood neer zouden vallen, hadden we gelijk vrede op de wereld en waren bijna alle problemen opgelost" en "Dat soort volk mag regelrecht aan het gas.". Het MDI meende dat dit niet onder het strafrecht viel en ondernam geen actie. Nadat Elmakkaoui dezelfde teksten had gepubliceerd en moslims had vervangen door joden en Amerikanen, nam het MDI klachten daarover wel in behandeling en sommeerde maghrebonline de teksten direct te verwijderen. Daarop diende Elmakkaoui een klacht over het MDI in bij het LBR dat als oordeel gaf "dat het er alle schijn van had dat het MDI anti-islamism-klachten anders behandelt dan klachten over antisemitisme".
Het LBR wordt vervolgens teruggefloten door de landelijke koepel van antidiscriminatiebureaus die het volgende vindt: "Het LBR had in deze zaak zich moeten beperken tot de constatering dat ze niet tot een oordeel kon komen."
In de zomer van 2004 legde de vereniging van Nederlandse Internetproviders NLIP bij het ministerie van justitie plannen neer om te komen tot een overkoepelende organisatie voor meldpunten. Het NLIP vond het beter dat meldpunten niet langer door particulieren werden beheerd. Een standpunt wat zowel bij meldpunten als bij ISP's aangesloten bij het NLIP op verzet stuit. NLIP-lid en provider Server Nation, ironisch genoeg in handen van twee van de drie oprichters van Ronald Eissens voormalige werkgever VuurWerk Internet, is vervolgens wegens onvrede met betrekking tot de besluiteloosheid van NLIP uit de organisatie gestapt en weigert zaken te doen met particuliere meldpunten.
Een ander kritiekpunt is dat de stichting geheime dossiers over personen aanlegt zonder dit te melden bij het College Bescherming Persoonsgegevens.
6 oktober 2009 kwam het MDI in opspraak nadat mensen geklaagd hadden over hun website van het RU4real-project. Op deze website stond een test, waarbij tolerantie van discriminatie getest werd. Mensen die aangaven dat zij discriminatie niet zo erg vonden, werden in de testuitslag 'Amerikafan' genoemd. Ook stond een Amerikaanse vlag met het Vrijheidsbeeld afgebeeld bij deze testuitslag. Diverse mensen hadden geklaagd bij het MDI, waarop het MDI de test per direct van de website haalde om vervolgens met een aangepaste versie te komen.
Op 26 maart 2010 bleek uit een onderzoek van dagblad De Pers dat Abdul Jabbar van de Ven een veel groter aandeel had bij de arrestatie van Gregorius Nekshot dan het MDI voorheen beweerde. Het MDI ontving nauwelijks klachten over Gregorius Nekschot totdat Van de Ven op internetfora opriep om een klacht in te dienen.